# Musikinformationscentralen
Musikinformationscentralen (finska: Suomalaisen musiikin tiedotuskeskus, Fimic) var ett informationsorgan i Helsingfors för den finländska musiken med inriktning på utlandet, grundat 1963 i anslutning till Finlands musikråd. 
Musikinformationscentralen ingick 1971–1994 i Stiftelsen för främjande av skapande tonkonst, varefter centralen sedan 1995 är en del av upphovsrättsorganisationen Teosto. Centralen ger engelskspråkig information främst via Internet om finländsk musik med en internationell arena; konstmusik, jazz, folkmusik, rock och pop. Information på finska bland annat om den finskspråkiga lätta musiken är numera också väl företrädd. Musikinformationscentralen har ett omfattande bibliotek med partitur främst på den finländska konstmusikens område.